# Frank Froehling
Frank Froehling (19 de mayo de 1942-Jense Beach, Florida; 23 de enero de 2020) fue un tenista estadounidense finalista del US National Singles Championships de 1963. En 1971 alcanzó las semifinales en el Torneo de Roland Garros.
Falleció en Jesen Beach (Florida) a los sesenta y siete años el 23 de enero de 2020 a consecuencia de la leucemia linfática crónica, enfermedad que padecía desde el año 2000 y por la que era tratado en el Centro Integral de Cáncer Sylvester del Hospital de la Universidad de Miami (University of Miami Hospital's Sylvester Comprehensive Cancer Center).

## Torneos de Grand Slam

### Finalista Individuales (1)
| Año  | Torneo                            | Oponente en la final | Resultado   |
| 1963 | US National Singles Championships | Rafael Osuna         | 5-7 4-6 2-6 |

### Finalista Dobles (1)
| Año  | Torneo                            | Pareja           | Oponentes en la final   | Resultado         |
| 1965 | US National Doubles Championships | Charles Pasarell | Roy Emerson Fred Stolle | 6-4 10-12 7-5 6-3 |